# Arthur Passage
Arthur Passage är ett sund i Kanada.   Det ligger i provinsen British Columbia, i den sydvästra delen av landet, 3 900 km väster om huvudstaden Ottawa.